# ماي أودونيل
ماي أودونيل (بالإنجليزية: May O'Donnell)‏ هي مصممة رقص أمريكية، ولدت في 1 مايو 1906 في ساكرامنتو في الولايات المتحدة، وتوفيت في 1 فبراير 2004 في نيويورك في الولايات المتحدة.